# Pružina
Pružina (in ungherese Barossháza) è un comune della Slovacchia facente parte del distretto di Považská Bystrica, nella regione di Trenčín.